# Domitila (ópera)
Domitila é uma ópera de câmara composta em 2000 por João Guilherme Ripper.
Baseada na correspondência entre D. Pedro I e sua amante, Domitila de Castro Canto e Melo (Marquesa de Santos), foi encomendada pelo Centro Cultural Banco do Brasil, como parte da série Palavras Brasileiras idealizada pelo encenador e pesquisador carioca André Heller-Lopes. Foi o diretor que propôs ao compositor o tema, entregando-lhe o livro com as cartas de D/ Pedro I à Marquesa de Santos que havia encontrado num sebo do centro do Rio de Janeiro.

## Montagens
- 2000 - CCBB, Rio de Janeiro - Prêmio da Associação Paulista de Críticos de Arte

Ruth Staerke, soprano
Cristiano Alves, clarineta
Ricardo Santoro, violoncelo
Tamatra Ujakova, piano
(O espetáculo foi repetido no mesmo ano no Teatro São Pedro, de São Paulo, com Priscila Bomfim ao piano. Mais tarde, foi levado ao Museu Imperial de Petrópolis. Em todos os espetáculos a direção, figurino e ambientação cênica foi de André Heller-Lopes.
- 2009 - Curitiba

Marília Vargas, soprano
Vânia Pajares, piano
Maria Alice Brandão, violonce
André Ehrlich, clarinete
- 2010 - Porto Alegre, Joinville, Cuiabá, Campo Grande e Dourados - direção cênica de Luiz Kleber Queiroz

Maíra Lautert
Priscila Bomfim, piano
Thiago Tavares, clarinete
Mateus Ceccato, violoncelo
- 2013 - Teatro Municipal de Niterói

Neti Szpilman, soprano
Maria Luisa Lindberg, piano
Luciano Corrêa, violoncelo
Moisés Santos,  clarinete
- 2022 - Casa das Artes de Vila Nova de Famalicão e Teatro Diogo Bernardes[7] (Portugal) - encenação Pedro Ribeiro[8]

Sara Braga Simões, soprano
Toy Ensemble:
Christina Margotto, piano
Burak Ozkan, violoncelo
Ricardo Alves, clarinete